# Graphania praesignis
Graphania praesignis är en fjärilsart som beskrevs av Howes. 1911. Graphania praesignis ingår i släktet Graphania och familjen nattflyn. Inga underarter finns listade i Catalogue of Life.